# Uitgeverij Justus Perthes

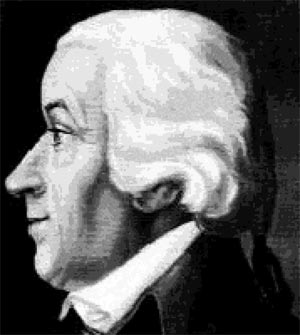
Oprichter Justus Perthes

Justus Perthes Uitgeverij in Gotha, Duitsland werd opgericht in 1785. Justus Perthes was uitgever van cartografische atlassen, Petermann's Geographische Mitteilungen en ook de Almanach de Gotha, (Gothaischers Hofkalender). In 2010 werd de uitgeverij opgeheven.

## Almanakken

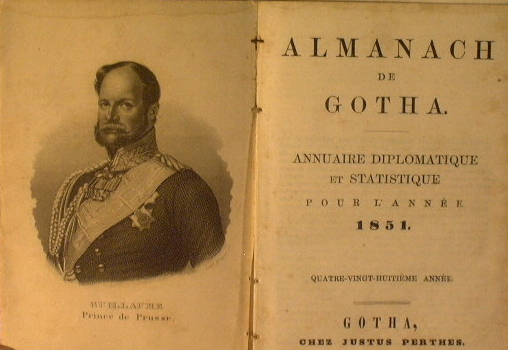
Almanach de Gotha, 1851

De Almanach de Gotha werd sinds 1763 uitgegeven en was de Franse uitgave van de Gothaischer Hofkalender. Justus Perthes (1749-1816) verkreeg in 1785 het pachtrecht van 15 jaar op deze uitgave.
Pas na diverse pachtovereenkomsten mocht de uitgeverij in 1816 de almanak uitgeven onder haar eigen naam. De almanak hield op te bestaan in 1944, waarna zij in 1998 met vol. 182 opnieuw werd uitgegeven in Engeland. Deze haalde 6 edities, waarvan de laatste in 2004 werd gepubliceerd en de website werd opgeheven.
In latere jaren werden er nog een viertal almanakken in het Duits uitgegeven. Om de almanak te kunnen bijhouden werd er veel documentatie vergaard, die in 1911 werd toegevoegd aan de “Bücherei der Geographische Anstalt von Justus Perthes”, waarin ook de vele kaarten en geografische publicaties werden gearchiveerd. Na de Tweede Wereldoorlog heeft het Russische leger het archief van de almanakken waarschijnlijk vernietigd, om aanspraken van de Romanovs op de tsarentroon te voorkomen.

## Atlassen

### Stieler's Hand-Atlas

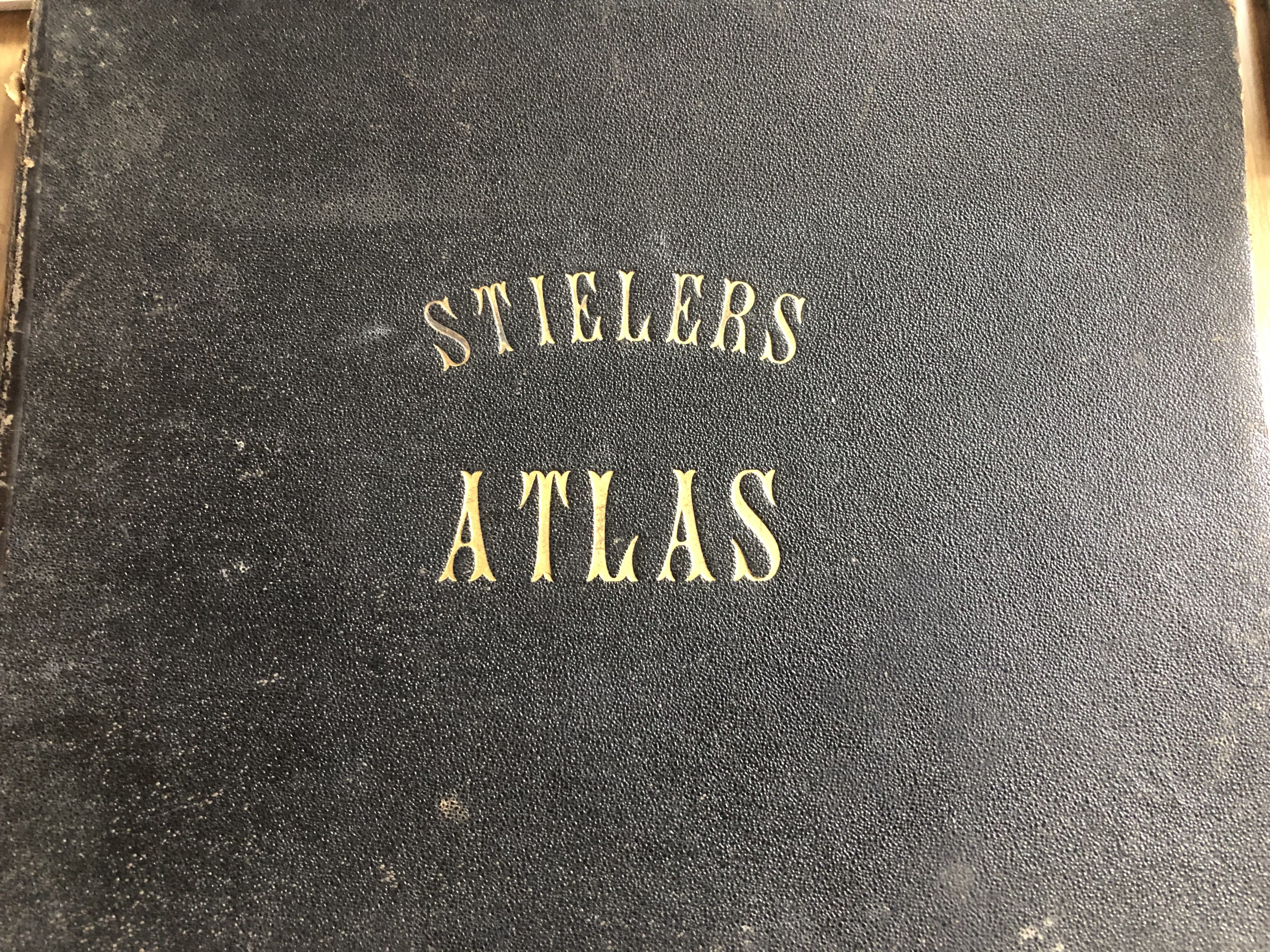
Stielers Atlas, 1880

In 1801 publiceerde de uitgeverij haar eerste geografische uitgave, een historisch-geografisch werk met een kaart van Duitsland door Adolf Stieler. In 1809 werd de eerste atlas gepubliceerd, maar de Napoleontische oorlogen waren geen goed klimaat voor deze onderneming, die dan ook een financieel debacle werd. Justus Perthes liet zich echter niet zo snel afschrikken en ging al snel in op het voorstel van Adolf Stieler om de later naar hem genoemde beroemde Stielers Handatlas uit te geven. Stieler stelde voor de atlas gezamenlijk te maken met Gottlieb Reichard (1758-1837), die een gedeelte van de kaarten voor zijn rekening nam. Voordat de eerste aflevering in 1816 kon worden gedistribueerd stierf Justus Perthes en werd opgevolgd door zijn 23-jarige zoon Wilhelm Perthes (1793-1853). Zoals veel publicaties in die tijd werden de atlas in afleveringen gepubliceerd. In 1823 was de eerste editie in 4 afleveringen compleet en deze bevatte 50 kaarten. De vraag was echter zo groot, dat tijdens de uitgeefperiode 1816-1823 de eerste afleveringen al werden bijgewerkt en verkocht. Hierdoor kan het zijn dat bijna geen enkele uitgave van deze eerste druk ook alle afleveringen van de eerste druk bevat. Dat de atlas zo populair was kwam misschien ook door het relatief kleine formaat van 35x29 cm, waardoor het meer een handatlas dan een tafelatlas was. De meeste kaarten zijn op de tegenwoordig vreemde schalen 1:3.700.000, 1:925.000 en 1:850.000 uitgegeven. Stieler gebruikte als basiseenheid de Franse toise, die een internationale waarde was geworden in de hogere geodesie, vanwege de Frans-Spaanse kaartnetopmeting in Peru.
Het was de bedoeling dat de eerste druk van de atlas vergezeld zou gaan van een tekstpublicatie, maar deze verscheen pas in 1840/46. Terwijl de eerste druk nog in productie was werd al aan de bijwerking van de verschenen kaarten gewerkt onder leiding van Friedrich von Stülpnagel (1786-1865), die ook verantwoordelijk zou zijn voor de 2e en 3e druk.
De uiteindelijke uitgave uit 1833 bevatte 75 kaarten. In de loop der jaren zou het aantal kaarten toenemen, zodat de laatste editie (1925-1945) uit 254 hoofd- en bijkaarten op 188 bladen kaarten bestond.
In 1902 schrijft J.G. Bartholomew: "Er is geen andere privéfirma die zoveel gedistingeerde geografen en cartografen in dienst heeft gehad en die zoveel belangrijke diensten geleverd heeft aan de geografische wetenschappen door zijn hoogstaande producten als Justus Perthes te Gotha". In de rest van het artikel steekt hij de loftrompet over de Stieler, waar geen enkele Britse atlas tegen op kan.
Al snel werd de atlas vanaf 1821 uitgegeven als schoolatlas. Tot 1914 zouden er van de Hand-Atlas 93 Duitse en buitenlandse edities verschijnen. Naast de Internationale editie (1934-1941) werden er vanaf 1851 minstens 12 edities van Stieler's Handatlas uitgegeven in de Verenigde Staten en een aantal Europese landen. In latere jaren werd de Stieler als basis gebruikt voor vele andere Perthesuitgaven, zoals Stielers Schulatlas der alten Welt (23 edities 1824-1852).
Eigenlijk hebben alle kaarten uit de eerste helft van de 19e eeuw hetzelfde uiterlijk. Ze hebben dezelfde belettering, dezelfde rupsachtige, soms dennentakachtige weergave van gebergten. Süd-West Deutschland und Schweiz (1868) in de Stieleratlas, ontworpen door C. Vogel (1828-97), kan als de eerste moderne atlaskaart worden beschouwd. Het zakelijke schrift door H. Eberhardt en de plastische gebergteweergave door W. Weiler vonden overal navolging.
Maar het zou nog tot de 9e druk uit 1905 duren voordat alle kaarten in de Stieler op deze wijze waren uitgevoerd. Deze 9e editie, die voor het eerst in lithografie werd gerealiseerd, bevatte 100 kaarten. Dit was een verdubbeling van de omvang van de eerste druk uit 1823, en wordt druktechnisch als de beste Stieler beschouwd. De 10e druk, die 108 kaarten telde en een register van 320.000 namen bevatte, verscheen tot 1944. De 460 kopergravures die gemaakt zijn voor deze editie, worden nog altijd bewaard in de collectie Perthes.
Een nog uitgebreidere, internationale uitgave van de Stieleratlas bleef met 84 van de geplande 114 kaarten onvoltooid.
Kort na Stielers dood in 1836 kocht Wilhelm Perthes zijn kaartverzameling, waarmee hij zijn reeds uitgebreide bedrijfsbibliotheek verrijkte, en verscheen bij Perthes zijn 25-delige kaart van Duitsland en omliggende landen op schaal 1:740.000. Het was de eerste kaart van Duitsland op redelijk grote schaal, die door een private firma op de markt werd gebracht en waarbij een grootschalige ambtelijke topografische kaart werd omgevormd tot een gemakkelijk te gebruiken referentie- en reiskaart. Deze uitgave was zo'n groot succes dat er tot aan de Tweede Wereldoorlog edities verschenen.

### Berghaus Physikalischer Atlas

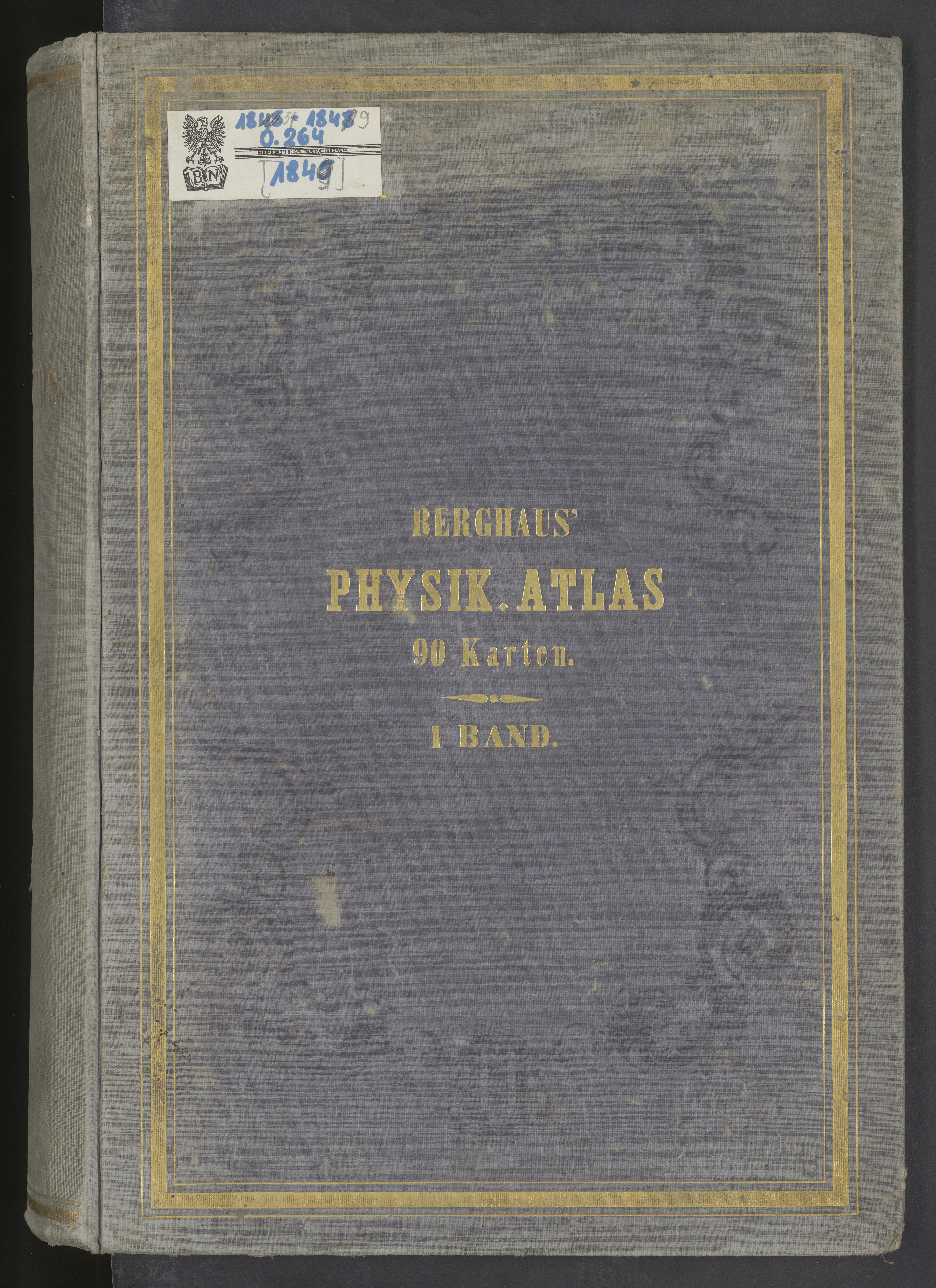
Heinrich Berghaus Physikalischer Atlas, 1849

Berghaus maakte tussen 1833 en 1837 de Atlas von Asien. Deze atlas was bedoeld als eerste van het nooit gerealiseerde project getiteld Große Atlas der außereuropäischen Erdtheile. Dat de atlas misschien niet zo goed verkocht werd, zou ook gelegen kunnen hebben aan het uitzonderlijk grote formaat van 90x60 cm. De uitgave resulteerde niet alleen in het enorme verlies van 5.240 Reichsthaler, maar ook in eeuwige roem. Zoals Bernhard Perthes, vierde generatie uitgever, in 1885 verwoordde: "Hoewel het directe gewin nul komma nul was – ja, zelfs erger dan dat, heeft de firma deze mislukking jarenlang moeten dragen – de indirecte winst was onmetelijk". De Atlas von Asien maakte Justus Perthes in een keer wereldberoemd.
Het volgende grote project waaraan de firma zich waagde, was de Physikalischer Atlas van Heinrich Berghaus. Deze eerste thematische wereldatlas met de hoofdstukken Meteorologie, Hydrografie, Geologie, Magnetisme, plantengeografie, dierengeografie, antropologie, etnografie werd uitgegeven als complement op de uitgave van de vijfdelige Kosmos van Alexander von Humboldt. Heinrich Berghaus verzorgde de eerste twee edities, zijn door hemzelf opgeleide neef Hermann Berghaus verzorgde de derde editie. Humboldt bezorgde Berghaus vele data, die hij opgedaan had met zijn ontdekkingsreizen en Berghaus verwerkte dit in fysisch-geografische kaarten, waarbij hij veelal gebruikmaakte van isolijnen en een groot scala aan nieuwe symbolen. Verder was Berghaus zeer geïnteresseerd in de juiste weergave van het reliëf. Een aantal kaarten voor de eerste editie heeft de ondertekening "getekend en gegraveerd in de Geographische Kunstschule te Potsdam". In de jaren 1839 tot 1850 leidde hij hier onder anderen August Petermann, Heinrich 'Henry' Lange en zijn neef Hermann Berghaus op. Als vergoeding dienden zij onder andere kaarten voor de Stieler en de Physikalischer Atlas te maken. Dit is bijvoorbeeld het geval bij kaart 9 uit de 2e aflevering (Hydrographie) uit de tweede editie. Deze geeft onder andere de ontdekking van Humboldt weer dat de rivier de Casiquiare een waterscheiding vormt tussen de rivieren de Orinoco en de Rio Negro. In 1850 werd er een schoolatlas van uitgegeven.
Deze eerste thematische atlas had zo'n grote invloed dat de uitgever Alexander Keith Johnston Berghaus verzocht een aantal kaarten te maken voor het eerste gedeelte van zijn Physical atlas of natural phenomena. Hoewel Berghaus het Engelse wetenschappelijk klimaat nog niet rijp achtte voor dit soort publicaties, heeft hij toch aan het verzoek voldaan. Deze kritiek werd een halve eeuw later nog herhaald door J.G. Bartolomew, die aangaf dat de Britse contributie aan de geografische wetenschappen voornamelijk gelegen was in 'zoeken', terwijl de Duitse bijdrage voornamelijk gelegen was in 'onderzoeken'. Voor het tweede gedeelte van deze atlas uit 1848 verzocht Johnston de medewerking van Heinrich Lange en August Petermann, die hiervoor in resp. 1844 en 1845 naar Schotland verhuisden.
Berghaus heeft tussen 1850 en 1852 vier delen uitgegeven van het Geographisches Jahrbuch, dat als supplement op de diverse atlassen was bedoeld. De redactie zou in eerste instantie in 1854 worden overgenomen door zijn leerling August Petermann. Toen Berghaus' zoon August in 1854 niet werd aangenomen bij Perthes, verbrak Berghaus de betrekkingen met de uitgever.

### Spruner Historisch-Geographischen Hand-Atlas
In 1838 voegde Perthes de Historischer Atlas von Bayern van Karl Spruner von Merz (1803-1892) aan zijn fonds toe. Tussen 1848 en 1853 werd de Historisch-Geographischen Hand-Atlas (editie 1869) uitgegeven. Om vergelijkingen makkelijker te maken werd voor deze atlas zowel het formaat alsook meestal de gebruikte schalen van Stielers Hand-Atlas gevolgd. Voor de tweede en derde editie (1909) werden vele kaarten bewerkt door Heinrich Theodor Menke.

### Von Sydow methodischer Schulatlas
Tijdens zijn carrière als schoolmeester op de cadettenschool dacht Emil von Sydow (1812-1873) vaak na hoe kaarten te gebruiken bij het onderwijs. Uiteindelijk kwam hij terecht bij Perthes, die een serie wandkaarten wilde uitgeven. Terwijl medewerkers van Perthes de kaarten tekenden kreeg Sydow het idee om lage gebieden groen te kleuren en hoge gebieden bruinrood, een idee dat nog immer voortleeft in de huidige wandkaarten. Toen Sydows kaartenserie werd vervangen door de serie, die door Hermann Haack werd ontwikkeld, voegde de laatste er rood voor de hoogste bergen aan toe.
Als opvolger van Stielers Schulatlas redigeerde Sydow de E. von Sydows methodischer Schulatlas, die na tientallen edities vanaf 1888 tot 1943 (22 edities) werd uitgegeven als de Sydow-Wagners methodischer Schulatlas. Dit was volgens Bernhard Perthes in 1888 het best verkopende artikel ooit. Om de tegenstelling tussen tekst en atlas bij het beschrijven van landschappen aan te geven schreef hij in zijn voorwoord: "Ook als het woord het onderwerp van de geografie in aparte onderdelen verdeelt en voor het systematische onderwijs in afzonderlijke niveaus moet isoleren, is het bij voorkeur de taak van de kaart om deze verdeling op te heffen en de afzonderlijke bestanddelen samen te smelten tot een in elkaar grijpend geheel".
Von Sydow stak de meeste energie in het redigeren van Der kartographische Standpunkt Europas, dat 12 keer verscheen tussen 1857 en 1872 in Petermann's geographische Mitteilungen en in totaal 357 pagina's omvatte.

## Petermann's geographische Mitteilungen

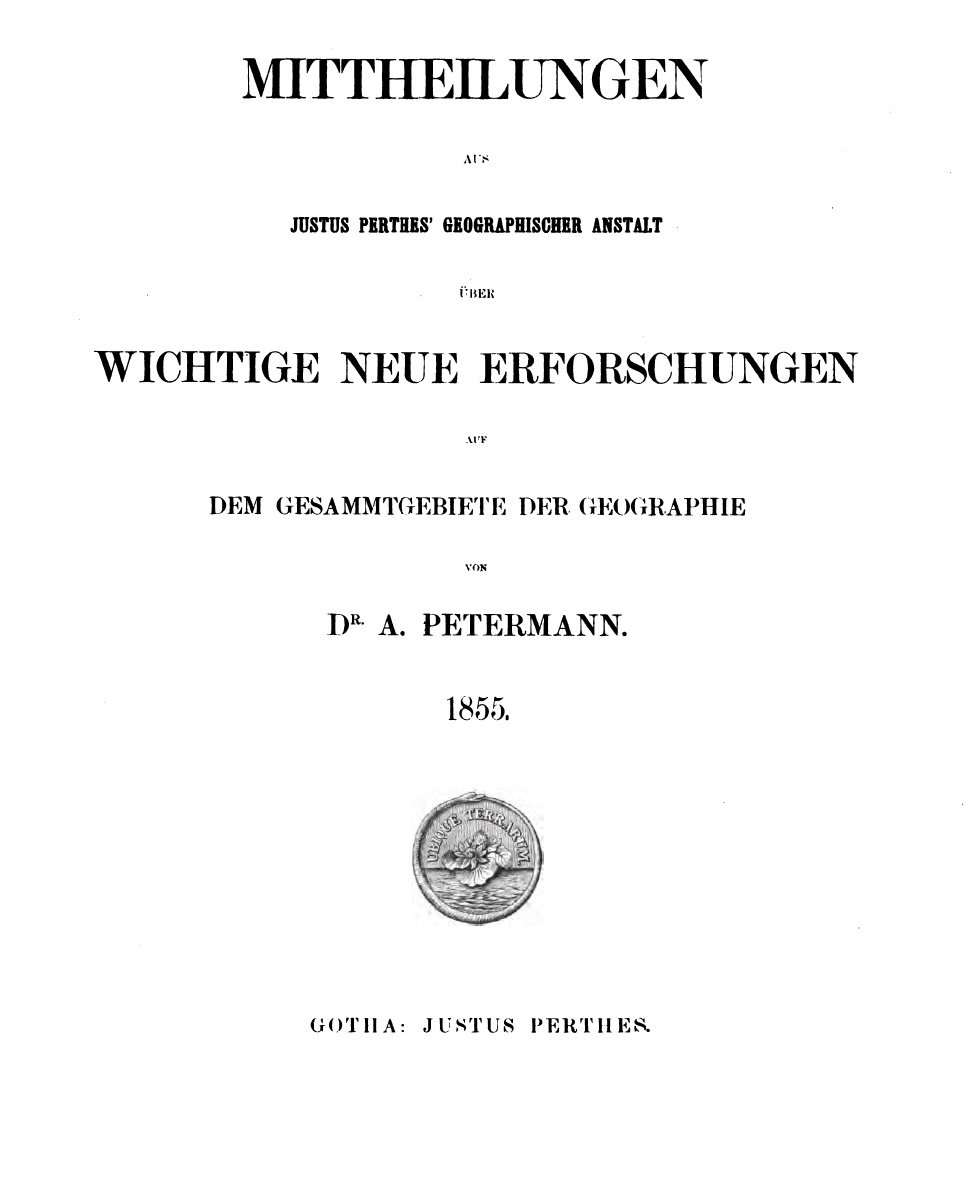
Mittheilungen aus Justus Perthes' geographischer Anstalt über wichtige neue Erforschungen auf dem Gesammtgebiete der Geographie, 1855

August Heinrich Petermann (1822-1878) werd tussen 1839 en 1844 opgeleid door Heinrich Berghaus en was in het derde kwart van de 19e eeuw internationaal een van de meest vooraanstaande geografen/cartografen. Voordat hij in 1854 bij Perthes in dienst trad, had hij in 1845-46 in Schotland gewerkt aan de Physical atlas die was uitgegeven door A.K. Johnston. In 1847 verhuisde hij naar Londen. Hier richtte hij in 1850 zijn eigen uitgeverij op. Hij was zeer actief in de Royal Geographical Society, waarvan hij in 1868 de 'Founders medal'. ontving. In Londen heeft hij vele geografen en ontdekkingsreizigers ontmoet. Doordat hij zowel vloeiend Duits, Frans als Engels sprak was het hem geen moeite zich in dit gezelschap te bewegen. Door privémoeilijkheden gedwongen voldeed hij in 1854 aan het verzoek van Bernhardt Perthes om bij zijn bedrijf in dienst te komen. Kort nadat hij naar Gotha verhuisd was, werd Petermann door de hertog van Gotha benoemd tot professor (1854) en eredoctor (1855) van de Universiteit Göttingen.
Het was de bedoeling dat Petermann het Geographischer Jahrbuch zou voortzetten. Maar op voorspraak van Adolph Müller, die de firma Perthes bestierde omdat Bernhard Perthes pas acht maanden na het overlijden van zijn vader Bernhardt geboren werd, startte hij in 1855 het tijdschrift Mittheilungen aus Justus Perthes Geographischer Anstalt über wichtige neue Erforschungen auf der Gesammtgebiet der Geographie von Dr. A. Petermann, na zijn dood in 1878 omgedoopt tot Petermann's geographische Mitteilungen (PGM). De belofte, gedaan in het eerste nummer, dat iedere aflevering van dit tijdschrift ten minste één kaart zou bevatten is tot de opheffing van het tijdschrift in 2004 gestand gedaan. In hetzelfde voorwoord wordt aangegeven dat PGM tevens als supplement bedoeld is voor de eigenaren van de Stieler en andere atlassen, die door Perthes uitgegeven werden. PGM begon in 1855 met de toen ongelofelijk grote oplage van circa 4.000 abonnementen, waarvan circa 1.000 in het buitenland.
Omdat er al snel zoveel informatie in Gotha binnenkwam, dat deze niet allemaal in de veertig pagina's tellende maandelijkse PGM-uitgave opgenomen konden worden werden er vanaf 1860 zogenaamde Ergänzungshefte uitgegeven. Ofschoon de eerste banden slechts weinig pagina's bevatten werden het al snel dunne boekjes tot het in de 20e eeuw boeken werden. Het laatste deel, vol. 294, verscheen in 1999.
Voor historische gebruikers is het van belang dat bij PGM tienjarige cumulatieve inhoudsindexen verschenen, waarin ook indexkaarten van alle in PGM verschenen kaarten waren opgenomen.
PGM was vooral gerenommeerd in de 19e eeuw, omdat het bijna altijd als een der eerste verslagen (met kaarten) van ontdekkingsreizigers (ook niet-Duitse) publiceerde. Hierbij kwamen Petermann's vroegere Londense contacten zeer wel van pas. PGM rapporteerde niet alleen maar was ook proactief bij nieuwe ontdekkingsreizen. Zo bevat Ergänzungsband II een tiendelige kaart (210x102 cm) van Afrika, waarop alle toenmalige bekende routes van ontdekkingsreizigers tussen 1701 en 1863 waren ingetekend. De belangrijkste informatie in de kaart waren echter de leeggelaten gebieden, met de bedoeling ontdekkingsreizigers te prikkelen deze te gaan verkennen. Verder om de lezers van het tijdschrift de mogelijkheid te geven de ontdekkingsreiziger op de voet te volgen door het lezen van de voortgang van reizen in nieuwe afleveringen van PGM. Dit soort initiatieven werd ook later genomen met betrekking tot de noordoostpassage van de Poolzee.
Petermann was niet alleen een geograaf/cartograaf, die uit vele bronnen een realistisch beeld van de werkelijkheid kon destilleren, maar tevens een goed leermeester, die deze verworvenheden op zijn leerlingen kon overdragen. Dit waren onder anderen Ernst Debes (1849-1923), Bruno Hassenstein (1839-1902), Hermann Habenicht (1844-1917), Fritz Hanemann (1847-1877), Otto Koffmahn (1851-1916), Christian Peip (1843-1922) en Arnim Welcker (1840-1888). Vandaar dat men soms spreekt over de 'Petermann school' of de 'Gotha school'. Deze bracht de lessen, die Petermann bij Berghaus geleerd had, in praktijk, waardoor er een ongeëvenaarde cartografie ontstond. De stijl – belettering, hoogteweergave, betere gravure en inkleuring, het nieuwe gebruik van schaalstok zonder de oude notaties te verwaarlozen – werd eenduidiger en had ook zijn invloed op de nieuwe uitgaven van de Perthesatlassen.
Petermann had grote steun aan Ernst Behm (1830-1884), die hem na zijn dood opvolgde als hoofdredacteur. In navolging van The Statesman's Yearbook (1864-...) liet hij in 1866 als een nieuw complement op PGM de eerste band van het Geographisches Jahrbuch (bd. 1-66, 1866-1983) verschijnen. Soms overlapten de artikelen in PGM en het jaarboek elkaar. Het jaarboek bevatte vooral statistische gegevens, door Behm betiteld als schattingen. Doordat gegevens voortkomend uit diverse bevolkingstellingen zo overvloedig waren, werd besloten deze tweejaarlijks te publiceren (met kaarten) in PGM (14 delen in 1872-1904, 1909,1931).
Na 1880 werd de inhoud van PGM wetenschappelijker, vooral onder leiding van Alexander Supan (1847-1920), die het tijdschrift zou leiden tot 1909. Deze introduceerde in PGM de Literaturberichte, die tussen 1886 en 1909 24.512 besprekingen en beschrijvingen van geografische boeken en artikelen zou bevatten.
In 1889 trad Paul Langhans (1867-1852) in dienst van Perthes. Tussen 1909 en 1937 was hij hoofdredacteur van PGM en vanaf 1923 hoofdredacteur van de Gothaischen Hofkalenders. Er werden niet alleen atlassen (o.a. Deutschen Kolonialatlas, 1897) en wandkaarten (o.a. Wandkarten zur Wirtschafts- und Kolonialbewegung) uitgegeven. Zo werden er tussen 1903 en 1910 76 delen van de serie Rechts und links der Eisenbahn! : neue Führer auf den Hauptbahnen im Deutschen Reiche, allen met kaart, uitgegeven.

### Hoofdredacteuren PGM
- 1855–1878 August Petermann
- 1878–1884 Ernst Behm
- 1884–1908 Alexander Supan
- 1909–1937 Paul Langhans
- 1938–1945 Nikolaus Creutzburg
- 1948–1954 Hermann Haack
- 1954–1968 Werner Horn
- 1968–1971 Josef Wustelt
- 1972–1986 Franz Köhler
- 1987–1991 Eberhard Benser
- 1992–2004 Meerdere redakteuren

## Hermann Haack
In 1897 trad cartograaf Hermann Haack (1872-1966) in dienst bij Perthes. Hij startte met het bewerken van schoolatlassen en vanaf 1907 was hij de voornaamste redacteur van de Sydow-Wagners Methodischer Schulatlas. In 1902 werd hij verantwoordelijk voor de Stieler, waarvoor ten tweeden male een tekstboek werd geschreven. In 1934 werd begonnen met de uitgave van de internationale Stieler'. Hiervoor werden een groot aantal kaarten opnieuw getekend en de toponiemen werden alle in de lokale taal weergegeven. Een Nederlandse recensent las in de ondertitel Grand atlas de géographie moderne dat de atlas gecompleteerd zou worden met een aantal kaarten in de stijl van de Physikalischer Atlas.
In 1908 startte hij een cartobibliografisch supplement op PGM, waarin vele kaarten besproken werden. In 1941-1945 werd dit opgevolgd met de rubriek Kartographie.
Haack werd vooral bekend door het publiceren van wandkaartenseries, waarvan er ongeveer 250 gepland waren. In 1903 begon hij met de Große historische Wandatlas (41 kaarten, 1908-1931) en in 1907 met de Große geographischer Wandatlas (47 kaarten, 1907-1930). Een derde serie over de fysische geografie werd geproduceerd tussen 1913 en 1937, maar had geen groot succes vanwege de hoge kosten. Nadat Wolter-Noordhoff in de jaren negentig van de 20e eeuw niet zelf meer wandkaarten produceerde, werden deze gemaakt door VEB Hermann Haack Geographisch-Kartographische Anstalt Gotha.
Zijn laatste grote project was de Zentralasien-Atlas voor het werk van Sven Hedin, maar door oorlogsomstandigheden werd dit werk niet voltooid.
In 1944 trok Hermann Haack zich terug in het privéleven, maar dit zou niet het einde betekenen van zijn carrière als cartograaf en uitgever.

## Het einde van een tijdperk

### Uiteenvallen van Perthes
In april 1945 bezette het Amerikaanse leger Thüringen om het op 1 juli van dat jaar over te dragen aan de Sovjets. Alleen het almanakkenarchief heeft hieronder geleden, de rest van de Perthescollecties bleef intact. Na de Duitse tweedeling zette Joachim Perthes met zijn zoon Wolf-Jürgen Perthes in 1953 de 'Geographische Verlagsanstalt Justus Perthes Darmstadt' op in West-Duitsland. In 1980 werd de leiding overgenomen door Stephan Perthes, zevende generatie uitgever. Deze uitgeverij specialiseerde zich in wandkaarten en nieuwe geografische leermiddelen.
In 1953 werd de uitgeverij in Gotha, dat tot de DDR behoorde, onteigend en in 1955 werd zij omgedoopt in 'VEB Hermann Haack Geographisch-Kartographische Anstalt Gotha'. Hiervoor werd de toen 75-jarige Haack teruggeroepen uit zijn pensioen om tot aan zijn dood leiding te geven aan deze uitgeverij, die vooral bekend werd vanwege zijn (vertalingen) van (school)atlassen en wandkaarten.
Na de val van de muur werden beide uitgeverijen in 1992 weer verenigd.

### Opheffing

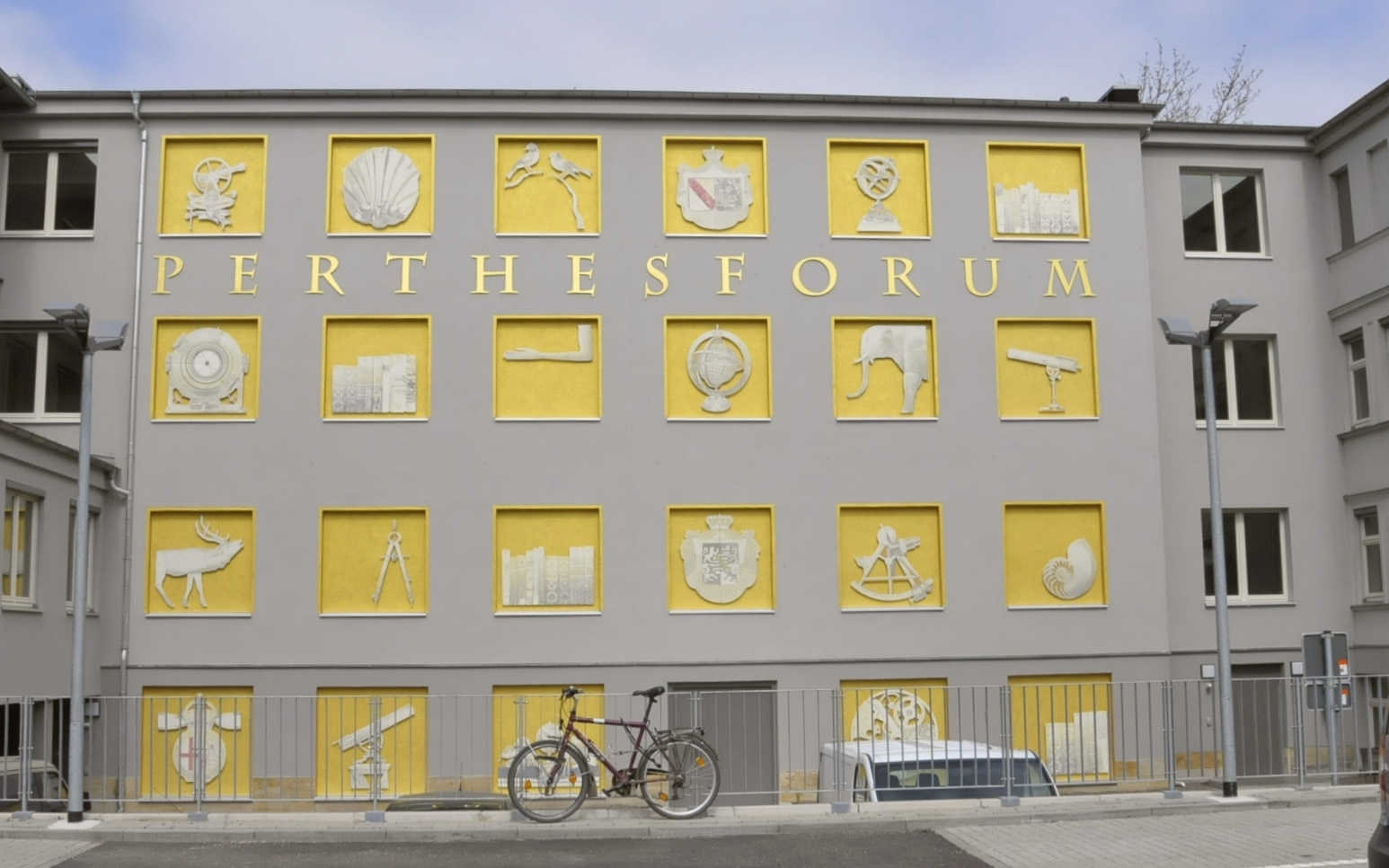
Gotha, Perthesforum

In 1992 werd Justus Perthes Verlag overgenomen door Ernst Klett Schulbuchverlag in Stuttgart. In 2003 werd het archief (185.000 kaarten, 120.000 geografische publicaties en circa 800 meter bedrijfsarchief) aangekocht door de vrijstaat Thüringen en gedeponeerd in de annex Gotha van de Universiteit Erfurt. In 2010 werden de bedrijfsgebouwen en de daartoe horende grondstukken in de Justus-Perthes-Straße 1-9 en Gotthardstraße 6 aangekocht door de gemeente Gotha en werden in 2012-2014 omgevormd tot het Perthesforum. Hiermee komt een einde aan 225 jaar geschiedenis van dit bedrijf, maar blijft het archief, dat ongeschonden alle strubbelingen en oorlogen overleefd heeft, ter beschikking van onderzoekers en belangstellenden.

## Uitgeversgeschiedenis

### Uitgevers
- Justus Perthes (1749-1816)
- Wilhem Perthes (1793-1853)
- Bernhardt Perthes (1824-1857)[27]

Vanaf het moment dat Bernhardt Perthes de leiding over het bedrijf kreeg, veranderde deze van een pure uitgeverij in een fabriek, omdat de productie te groot werd om deze aan veel onderaannemers over te laten. In het nieuwe bedrijfsgebouw vestigde hij de afdelingen voor de uitgeverij, redactie en tekenen. De basis voor de kaarten was nog steeds de kopergravure, die tot ver in de 20e eeuw werd gebruikt. Maar Bernhardt Perthes schakelde voor het drukken over op elektrolytisch reproductieprocedé en lithografische kleurendruk. Zijn favoriete drukmethode was echter ‘Chimitypie’, een proces waarbij van tekeningen of kopergravures reliëfetsen werden gemaakt.
Zijn wens was dat de uitgeverij niet alleen het internationale centrum zou zijn om alle nieuwe geografische informatie te verspreiden, maar tevens het actieve middelpunt voor uitwisseling en het samenwerken bij het vergaren en verspreiden van nieuwe informatie. Vandaar dat de firma vanaf dat moment verderging als 'Justus Perthes Geographischer Anstalt'. Om deze ambitie waar te maken begon het bedrijf met het publiceren van een groot aantal niet-Duitstalige wandkaartenseries en schoolatlassen. Om dit programma te ondersteunen nam Bernhardt Perthes onder anderen August Petermann, Hermann Berghaus en Carl Vogel aan, alle vier op hun gebied vooraanstaande figuren. Om valse concurrentie te voorkomen werd geen van hen benoemd tot leider, maar bleef deze in handen van Adolf Müller.
Deze laatste was vanaf 1854 een van de voogden van Bernhard Perthes, totdat deze in 1880 de leiding van het bedrijf overnam. Gedurende deze periode werden er stukken grond aangekocht, waarop de nieuwe bedrijfsonderdelen voor graveren, het drukken van koperplaten en de elektrolytische reproductie werden gehuisvest.
- Bernhard Perthes (1858-1919)

Nadat Bernhard Perthes de leiding van het bedrijf had overgenomen, werden er afdelingen voor lithografie, hoogdruk en boekbinden toegevoegd. Alleen het inkleuren van de kaarten gebeurde nog door onafhankelijke ambachtslieden. In 1881 werkten er in het bedrijf 30 drukkers en werden er 90 vrouwen en meisjes als inkleurder aangehouden. In 1935 was het aantal werknemers opgelopen tot 144: 57 redacteuren en cartografen, 86 drukkers en 1 inkleurster.
Omdat de documentatie voor de almanakken en het aantal geografische werken in de loop der tijden zodanig was gegroeid, werd de bedrijfsbibliotheek uitgebreid tot circa 500 m². Om hun bijdragen aan het bedrijf te eren werden in de leeszaal bustes van August Petermann en Hermann Wagner geplaatst.
Bernhard Perthes beklaagde zich in 1904 tegenover Hermann Wagner dat PGM een wetenschappelijk en academisch tijdschrift was geworden onder de leiding van Supan, waardoor de oplage, in 1884 nog 2.810, in 1908 was geslonken tot 1.330.
- Joachim Perthes (1889-1954)
- Hermann Haack (1872-1966) (1955-1992: VEB Hermann Haack Geographisch-Kartographische Anstalt Gotha)
- Joachim Perthes en Wolf-Jürgen Perthes (1921-1964) (1953-1992: Geographische Verlagsanstalt Justus Perthes Darmstadt)
- Stephan J. Perthes (1955-...) (1992: verkoop Justus Perthes Verlag aan Ernst Klett Schulbuchverlag)

## Lijst van uitgaven van de uitgeverij
- Almanach de Gotha (1785-1944)
- Gothaisches genealogisches Taschenbuch der gräflichen Häuser (1825–1941)
- Gothaisches genealogisches Taschenbuch der freiherrlichen Häuser (1848–1942)
- Gothaisches genealogisches Taschenbuch der uradeligen häuser der in Deutschland eingeborene Adel (1900–1919)
- Gothaisches genealogisches Taschenbuch der briefadeligen Häuser (1907–1919)
- Heusinger, Johann Heinrich Gottlieb. Handatlas über alle bekannte Laender des Erdbodens (1809)
- Stieler's Hand-Atlas über alle Theile der Erde und über das Weltgebäude (10 ed. 1817-1945)
- Stielers kleiner Schulatlas über alle Teile der Erde (93 ed. 1820-1914)
- Stielers Schulatlas der alten Welt (23 ed. 1824-1852)
- F.M. Diez Post- und Reise-Karte von Deutschland und den anliegenden Laendern: bis London, Havre de Grace, Tours, Lyon, Genua, Bologna, Pesth, Warschau, Königsberg u. jenseits Kopenhagen, nebst den Haupt-Routen durch das übrige Europa = Carte Des Postes Et Routes De L'Allemagne Et De La Plus Grande Partie De L'Europe (geographisch entworfen von Ad[olf] St[[ieler]) (1825)
- Adolf Stieler Karte von Deutschland, Dem Koenigr. Der Niederlande, Dem Kgr. Belgien, Der Schweiz und den angränzenden Ländern: bis Paris, Lyon, Turin, Mailand, Venedig, Ofen, Königsberg; in XXV Blättern (1829-1836)
- Heinrich Berghaus' Physikalischer Atlas: Oder Sammlung Von Karten, Auf Denen Die Hauptsächlichsten Erscheinungen Der Anorganischen Und Organischen Natur Nach Ihrer Geographischen Verbreitung Und Vertheilung Bildlich Dargestellt Sind] (3 ed. 1837-1892)
- C. von Spruners Historisch-Geographischer Hand-Atlas von Europa (3 ed. 1858-1908)
- Atlas zur Geschichte von Bayern (1838-1852)
- E. von Sydows/Haack wandkaarten (1838 en later)
- E. von Sydow's Methodischer Hand-Atlas für das wissenschaftliche Studium der Erdkunde Schulatlas (1844-1879)
- Justus Perthes' Taschenatlas (1845 en later)
- Eisen-Bahn-Atlas von Deutschland, Belgien, Elsass und dem nördlichsten Theile von Italien (12 ed. 1847-1858)
- Petermann's geographischen Mitteilungen (1855-2004)
- Herman Berghaus' Chart of the world (16 ed. 1863-1924)
- R. Grundemann's Allgemeiner Missions-Atlas (1867-1871)
- Theodor Menke Bibelatlas In Acht Blättern (1868)
- Bruno Hassenstein Atlas von Japan (1885-1887)
- Sydow-Wagners methodischer Schulatlas (23 ed. 1888-1944)
- Vogels Karte des Deutschen Reichs und der Alpenländer (1893-1920)
- Paul Langhans Justus Perthes' Staatsbürger-Atlas (3 ed. 1896-1903)
- R. Lüddecke's Deutscher Schulatlas (1897 en later)
- Paul Langhans Justus Perthes' Deutscher Marine-Atlas (1898)
- Paul Langhans Alldeutscher Atlas (2 ed. 1900-1903)
- Hermann Haack Geographen-Kalender (1903-1914)
- Alexander Supan Die territoriale Entwicklung der europäische Kolonien (1906)
- Hermann Haack Oberstufen-Atlas für hőheren Lehranstalten (1913)
- Richard Lepsius Geologische karte des deutschen Reiches (1913-1915)
- Hermann Haack Geographische Bausteine (1913-1996)
- Heinz Zeiss Seuchen-Atlas (1942-1945)
- Vom Bild zur Karte (1951-1966)
- Edgar Lehmann Weltatlas: die Staaten der Erde und ihre Wirtschaft (9 ed. 1952-1969)
- dtv-Perthes-Weltatlas (1973-1980)
- Welt-Atlas für Blinde (2006-2009)
- Justus Perthes' Taschenatlanten (Taschenatlas vom Deutschen Reich, See-Atlas, Atlas Antiquus, Geschichtsatlas, Staatsbürger-Atlas)
- Diverse publicaties over geografie en geographische technieken.